# 喬晉福
喬晉福（?—?），清朝政治人物。
光绪20年（1894年），擔任清朝遵义府婺川縣知縣。后由陳維彥接任。